# Kevin Morby
Kevin Morby est un auteur-compositeur-interprète et musicien américain, né le 2 avril 1988 à Kansas City. Après avoir été bassiste du groupe Woods (en) et chanteur du groupe The Babies (en), il se lance dans une carrière solo en 2013.

## Biographie
Kevin Robert Morby nait le 2 avril 1988 Kansas City dans le Missouri. Il apprend à jouer de la guitare durant son adolescence, période durant laquelle il forme un groupe baptisé les Creepy Aliens.
Il quitte sa région natale dans le courant des années 2000 et s'installe à New York dans le quartier de Brooklyn. Il rejoint le groupe Woods comme bassiste à cette période. A l’époque il devient ami avec Cassie Ramone des Vivian Girls, ils seront plus tard colocataires et formeront ensemble le groupe The Babies qui publie un premier album en 2011 et le second l'année suivante. Après avoir déménagé à Los Angeles il enregistre des chansons inspirées par la ville de New York qui constitueront son premier album publié en 2013 par le label Woodsist baptisé Harlem River. Ce premier album solo est suivi par Still Life en octobre 2014, Singing Saw en avril 2016, City Music en juin 2017 et Oh My God en 2019.